# Propata
Propata (ligur nyelven Propâ) település Olaszországban, Liguria régióban, Genova megyében. Lakosainak száma 118 fő (2023. január 1.). Propata Carrega Ligure, Fascia, Rondanina, Torriglia és Valbrevenna községekkel határos.

## Népesség
A település lakossága az elmúlt években az alábbi módon változott:
| Lakosok száma | 140  | 136  | 118  |
|               | 2017 | 2018 | 2023 |